# Lijst van senatoren uit Iowa

Zegel van de staat Iowa

Dit is een lijst van de senatoren voor de Amerikaanse staat Iowa. De senatoren voor Iowa zijn ingedeeld als Klasse I en Klasse III. De twee huidige senatoren voor Iowa zijn: Chuck Grassley senator sinds 1981 de (senior senator) en Joni Ernst senator sinds 2015 de (junior senator), beiden lid van de Republikeinse Partij. Grassley is daarnaast ook de president pro tempore in de senaat sinds 2025, en eerder van 2019 tot 2021.
Prominenten die hebben gediend als senator voor Iowa zijn onder anderen: George Wallace Jones (later ambassadeur naar Nieuw-Granada (Colombia), Samuel Kirkwood (later minister van Binnenlandse Zaken), James Harlan (later minister van Binnenlandse Zaken), William Allison (Republikeins partijleider in de senaat van 1897 tot 1908).

## Klasse I
| Nr.    | Senator voor Iowa Senator from Iowa | Senator voor Iowa Senator from Iowa | Senator voor Iowa Senator from Iowa | Ambtstermijn     | Ambtstermijn     | Partij(en) | Verkiezing(en) |
| ------ | ----------------------------------- | ----------------------------------- | ----------------------------------- | ---------------- | ---------------- | ---------- | -------------- |
| 1      |                                     | George Wallace Jones                | George Wallace Jones (1804–1896)    | 8 december 1848  | 4 maart 1859     | D          | 1848           |
| 1      | 1852                                | George Wallace Jones                | George Wallace Jones (1804–1896)    | 8 december 1848  | 4 maart 1859     | D          |                |
| 2      |                                     | James Grimes                        | James Grimes (1816–1872)            | 4 maart 1859     | 6 december 1869  | R          | 1858           |
| 2      | 1864                                | James Grimes                        | James Grimes (1816–1872)            | 4 maart 1859     | 6 december 1869  | R          |                |
| Vacant |                                     |                                     |                                     |                  |                  |            |                |
| 3      |                                     | James Howell                        | James Howell (1818–1880)            | 18 januari 1870  | 4 maart 1871     | R          | 1870 (1)       |
| 4      |                                     | George Wright                       | George Wright (1820–1896)           | 4 maart 1871     | 4 maart 1877     | R          | 1870 (2)       |
| 5      |                                     | Samuel Kirkwood                     | Samuel Kirkwood (1813–1894)         | 4 maart 1877     | 8 maart 1881     | R          | 1877           |
| 6      |                                     | James McDill                        | James McDill (1834–1894)            | 8 maart 1881     | 4 maart 1883     | R          | 1877           |
| 6      | 1882 (1)                            | James McDill                        | James McDill (1834–1894)            | 8 maart 1881     | 4 maart 1883     | R          |                |
| 7      |                                     | Jim Wilson                          | Jim Wilson (1828–1895)              | 4 maart 1883     | 4 maart 1895     | R          | 1882 (2)       |
| 7      | 1888                                | Jim Wilson                          | Jim Wilson (1828–1895)              | 4 maart 1883     | 4 maart 1895     | R          |                |
| 8      |                                     | John Gear                           | John Gear (1825–1900)               | 4 maart 1895     | 14 juli 1900     | R          | 1894           |
| 8      | 1900                                | John Gear                           | John Gear (1825–1900)               | 4 maart 1895     | 14 juli 1900     | R          |                |
| Vacant |                                     |                                     |                                     |                  |                  |            |                |
| 9      |                                     | Jonathan Dolliver                   | Jonathan Dolliver (1858–1910)       | 22 augustus 1900 | 15 oktober 1910  | R          |                |
| 9      | 1902                                | Jonathan Dolliver                   | Jonathan Dolliver (1858–1910)       | 22 augustus 1900 | 15 oktober 1910  | R          |                |
| 9      | 1907                                | Jonathan Dolliver                   | Jonathan Dolliver (1858–1910)       | 22 augustus 1900 | 15 oktober 1910  | R          |                |
| Vacant |                                     |                                     |                                     |                  |                  |            |                |
| 10     |                                     | Lafe Young                          | Lafe Young (1848–1926)              | 10 november 1910 | 11 april 1911    | R          |                |
| 11     |                                     | William S. Kenyon                   | William Kenyon (1869–1933)          | 11 april 1911    | 24 februari 1922 | R          | 1911           |
| 11     | 1913                                | William S. Kenyon                   | William Kenyon (1869–1933)          | 11 april 1911    | 24 februari 1922 | R          |                |
| 11     | 1918                                | William S. Kenyon                   | William Kenyon (1869–1933)          | 11 april 1911    | 24 februari 1922 | R          |                |
| 12     |                                     | Charles Rawson                      | Charles Rawson (1867–1936)          | 24 februari 1922 | 1 december 1922  | R          |                |
| 13     |                                     | Smith Brookhart                     | Smith Brookhart (1869–1944)         | 1 december 1922  | 12 april 1926    | R          | 1922           |
| 13     | 1926                                | Smith Brookhart                     | Smith Brookhart (1869–1944)         | 1 december 1922  | 12 april 1926    | R          |                |
| 14     |                                     | Daniel Steck                        | Daniel Steck (1881–1950)            | 12 april 1926    | 4 maart 1931     | D          |                |
| 15     |                                     | Dick Dickinson                      | Dick Dickinson (1873–1968)          | 4 maart 1931     | 3 januari 1937   | R          | 1930           |
| 16     |                                     | Clyde Herring                       | Clyde Herring (1879–1945)           | 3 januari 1937   | 3 januari 1943   | D          | 1936           |
| 17     |                                     | George Allison Wilson               | George Allison Wilson (1893–1971)   | 3 januari 1943   | 3 januari 1949   | R          | 1942           |
| 18     |                                     | Guy Gillette                        | Guy Gillette (1879–1973)            | 3 januari 1949   | 3 januari 1961   | D          | 1948           |
| 19     |                                     | Thomas Martin                       | Thomas Martin (1893–1971)           | 3 januari 1955   | 3 januari 1961   | R          | 1954           |
| 20     |                                     | Jack Miller                         | Jack Miller (1916–1994)             | 3 januari 1961   | 3 januari 1973   | R          | 1960           |
| 20     | 1966                                | Jack Miller                         | Jack Miller (1916–1994)             | 3 januari 1961   | 3 januari 1973   | R          |                |
| 21     |                                     | Dick Clark                          | Dick Clark (1928–2023)              | 3 januari 1973   | 3 januari 1979   | D          | 1972           |
| 22     |                                     | Roger Jepsen                        | Roger Jepsen (1928–2020)            | 3 januari 1979   | 3 januari 1985   | R          | 1978           |
| 23     |                                     | Tom Harkin                          | Tom Harkin (1939)                   | 3 januari 1985   | 3 januari 2015   | D          | 1984           |
| 23     | 1990                                | Tom Harkin                          | Tom Harkin (1939)                   | 3 januari 1985   | 3 januari 2015   | D          |                |
| 23     | 1996                                | Tom Harkin                          | Tom Harkin (1939)                   | 3 januari 1985   | 3 januari 2015   | D          |                |
| 23     | 2002                                | Tom Harkin                          | Tom Harkin (1939)                   | 3 januari 1985   | 3 januari 2015   | D          |                |
| 23     | 2008                                | Tom Harkin                          | Tom Harkin (1939)                   | 3 januari 1985   | 3 januari 2015   | D          |                |
| 24     |                                     | Joni Ernst                          | Joni Ernst (1970)                   | 3 januari 2015   | heden            | R          | 2014           |
| 24     | 2020                                | Joni Ernst                          | Joni Ernst (1970)                   | 3 januari 2015   | heden            | R          |                |

## Klasse III
| Nr.    | Senator voor Iowa Senator from Iowa | Senator voor Iowa Senator from Iowa | Senator voor Iowa Senator from Iowa | Ambtstermijn     | Ambtstermijn     | Partij(en) | Verkiezing(en) |
| ------ | ----------------------------------- | ----------------------------------- | ----------------------------------- | ---------------- | ---------------- | ---------- | -------------- |
| 1      |                                     | Augustus Dodge                      | Augustus Dodge (1812–1883)          | 8 december 1848  | 22 februari 1855 | D          | 1848           |
| 1      | 1849                                | Augustus Dodge                      | Augustus Dodge (1812–1883)          | 8 december 1848  | 22 februari 1855 | D          |                |
| Vacant |                                     |                                     |                                     |                  |                  |            |                |
| 2      |                                     | James Harlan                        | James Harlan (1820–1899)            | 4 maart 1855     | 5 januari 1857   | FS (1855)  | 1855           |
| 2      | R (1855–57)                         | James Harlan                        | James Harlan (1820–1899)            | 4 maart 1855     | 5 januari 1857   |            | 1855           |
| Vacant |                                     |                                     |                                     |                  |                  |            | 1855           |
| (2)    |                                     | James Harlan                        | James Harlan (1820–1899)            | 30 januari 1857  | 15 mei 1865      | R          | 1857           |
| (2)    | 1860                                | James Harlan                        | James Harlan (1820–1899)            | 30 januari 1857  | 15 mei 1865      | R          |                |
| Vacant |                                     |                                     |                                     |                  |                  |            |                |
| 3      |                                     | Samuel Kirkwood                     | Samuel Kirkwood (1813–1894)         | 12 januari 1866  | 4 maart 1867     | R          | 1866 (1)       |
| 4      |                                     | James Harlan                        | James Harlan (1820–1899)            | 4 maart 1867     | 4 maart 1873     | R          | 1866 (2)       |
| 5      |                                     | William Allison                     | William Allison (1829–1908)         | 4 maart 1873     | 4 augustus 1908  | R          | 1872           |
| 5      | 1878                                | William Allison                     | William Allison (1829–1908)         | 4 maart 1873     | 4 augustus 1908  | R          |                |
| 5      | 1884                                | William Allison                     | William Allison (1829–1908)         | 4 maart 1873     | 4 augustus 1908  | R          |                |
| 5      | 1890                                | William Allison                     | William Allison (1829–1908)         | 4 maart 1873     | 4 augustus 1908  | R          |                |
| 5      | 1896                                | William Allison                     | William Allison (1829–1908)         | 4 maart 1873     | 4 augustus 1908  | R          |                |
| 5      | 1902                                | William Allison                     | William Allison (1829–1908)         | 4 maart 1873     | 4 augustus 1908  | R          |                |
| Vacant |                                     |                                     |                                     |                  |                  |            |                |
| 6      |                                     | Albert Cummins                      | Albert Cummins (1850–1926)          | 24 november 1908 | 30 juli 1926     | R          | 1908           |
| 6      | 1909                                | Albert Cummins                      | Albert Cummins (1850–1926)          | 24 november 1908 | 30 juli 1926     | R          |                |
| 6      | 1914                                | Albert Cummins                      | Albert Cummins (1850–1926)          | 24 november 1908 | 30 juli 1926     | R          |                |
| 6      | 1920                                | Albert Cummins                      | Albert Cummins (1850–1926)          | 24 november 1908 | 30 juli 1926     | R          |                |
| Vacant |                                     |                                     |                                     |                  |                  |            |                |
| 7      |                                     | David Stewart                       | David Stewart (1887–1974)           | 8 augustus 1926  | 4 maart 1927     | R          |                |
| 7      | 1926 (1)                            | David Stewart                       | David Stewart (1887–1974)           | 8 augustus 1926  | 4 maart 1927     | R          |                |
| 8      |                                     | Smith Brookhart                     | Smith Brookhart (1869–1944)         | 4 maart 1927     | 4 maart 1933     | R          | 1926 (2)       |
| 9      |                                     | Richard Murphy                      | Richard Murphy (1875–1936)          | 4 maart 1933     | 18 juli 1936     | D          | 1932           |
| Vacant |                                     |                                     |                                     |                  |                  |            | 1932           |
| 10     |                                     | Guy Gillette                        | Guy Gillette (1879–1973)            | 3 november 1936  | 3 januari 1945   | D          | 1936           |
| 10     | 1938                                | Guy Gillette                        | Guy Gillette (1879–1973)            | 3 november 1936  | 3 januari 1945   | D          |                |
| 11     |                                     | Bourke Hickenlooper                 | Bourke Hickenlooper (1896–1971)     | 3 januari 1945   | 3 januari 1969   | R          | 1944           |
| 11     | 1950                                | Bourke Hickenlooper                 | Bourke Hickenlooper (1896–1971)     | 3 januari 1945   | 3 januari 1969   | R          |                |
| 11     | 1956                                | Bourke Hickenlooper                 | Bourke Hickenlooper (1896–1971)     | 3 januari 1945   | 3 januari 1969   | R          |                |
| 11     | 1962                                | Bourke Hickenlooper                 | Bourke Hickenlooper (1896–1971)     | 3 januari 1945   | 3 januari 1969   | R          |                |
| 12     |                                     | Harold Hughes                       | Harold Hughes (1922–1996)           | 3 januari 1969   | 3 januari 1975   | D          | 1968           |
| 13     |                                     | John Culver                         | John Culver (1932–2018)             | 3 januari 1975   | 3 januari 1981   | D          | 1974           |
| 14     |                                     | Chuck Grassley                      | Chuck Grassley (1933)               | 3 januari 1981   | heden            | R          | 1980           |
| 14     | 1986                                | Chuck Grassley                      | Chuck Grassley (1933)               | 3 januari 1981   | heden            | R          |                |
| 14     | 1992                                | Chuck Grassley                      | Chuck Grassley (1933)               | 3 januari 1981   | heden            | R          |                |
| 14     | 1998                                | Chuck Grassley                      | Chuck Grassley (1933)               | 3 januari 1981   | heden            | R          |                |
| 14     | 2004                                | Chuck Grassley                      | Chuck Grassley (1933)               | 3 januari 1981   | heden            | R          |                |
| 14     | 2010                                | Chuck Grassley                      | Chuck Grassley (1933)               | 3 januari 1981   | heden            | R          |                |
| 14     | 2016                                | Chuck Grassley                      | Chuck Grassley (1933)               | 3 januari 1981   | heden            | R          |                |
| 14     | 2022                                | Chuck Grassley                      | Chuck Grassley (1933)               | 3 januari 1981   | heden            | R          |                |

Alabama: Tuberville (R) · Britt (R)
Alaska: Murkowski (R) · Sullivan (R)
Arizona: Kelly (D) · Gallego (D)
Arkansas: Boozman (R) · Cotton (R)
Californië: Padilla (D) · Schiff (D)
Colorado: Bennet (D) · Hickenlooper (D)
Connecticut: Blumenthal (D) · Murphy (D)
Delaware: Coons (D) · Blunt Rochester (D)
Florida: R. Scott (R) · Moody (R)
Georgia: Ossoff (D) · Warnock (D)
Hawaï: Schatz (D) · Hirono (D)
Idaho: Crapo (R) · Risch (R)
Illinois: Durbin (D) · Duckworth (D)
Indiana: Young (R) · Banks (R)
Iowa: Grassley (R) · Ernst (R)
Kansas: Moran (R) · Marshall (R)
Kentucky: McConnell (R) · Paul (R)
Louisiana: Cassidy (R) · Kennedy (R)
Maine: Collins (R) · King (O)
Maryland: Van Hollen (D) · Alsobrooks (D)
Massachusetts: Warren (D) · Markey (D)
Michigan: Peters (D) · Slotkin (D)
Minnesota: Klobuchar (D) · Smith (D)
Mississippi: Wicker (R) · Hyde-Smith (R)
Missouri: Hawley (R) · Schmitt (R)
Montana: Daines (R) · Sheehy (R)
Nebraska: Fischer (R) · Ricketts (R)
Nevada: Cortez Masto (D) · Rosen (D)
New Hampshire: Shaheen (D) · Hassan (D)
New Jersey: Booker (D) · Kim (D)
New Mexico: Heinrich (D) · Luján (D)
New York: Schumer (D) · Gillibrand (D)
North Carolina: Tillis (R) · Budd (R)
North Dakota: Hoeven (R) · Cramer (R)
Ohio: Moreno (R) · Husted (R)
Oklahoma: Lankford (R) · Mullin (R)
Oregon: Wyden (D) · Merkley (D)
Pennsylvania: Fetterman (D) · McCormick (R)
Rhode Island: Reed (D) · Whitehouse (D)
South Carolina: Graham (R) · T. Scott (R)
South Dakota: Thune (R) · Rounds (R)
Tennessee: Blackburn (R) · Hagerty (R)
Texas: Cornyn (R) · Cruz (R)
Utah: Lee (R) · Curtis (R)
Vermont: Sanders (O) · Welch (D)
Virginia: Warner (D) · Kaine (D)
Washington: Murray (D) · Cantwell (D)
West Virginia: Moore Capito (R) · Justice (R)
Wisconsin: Johnson (R) · Baldwin (D)
Wyoming: Barrasso (R) · Lummis (R)
(D): Democraat · (R): Republikein · (O): Onafhankelijk